# Lutjanus fulviflamma

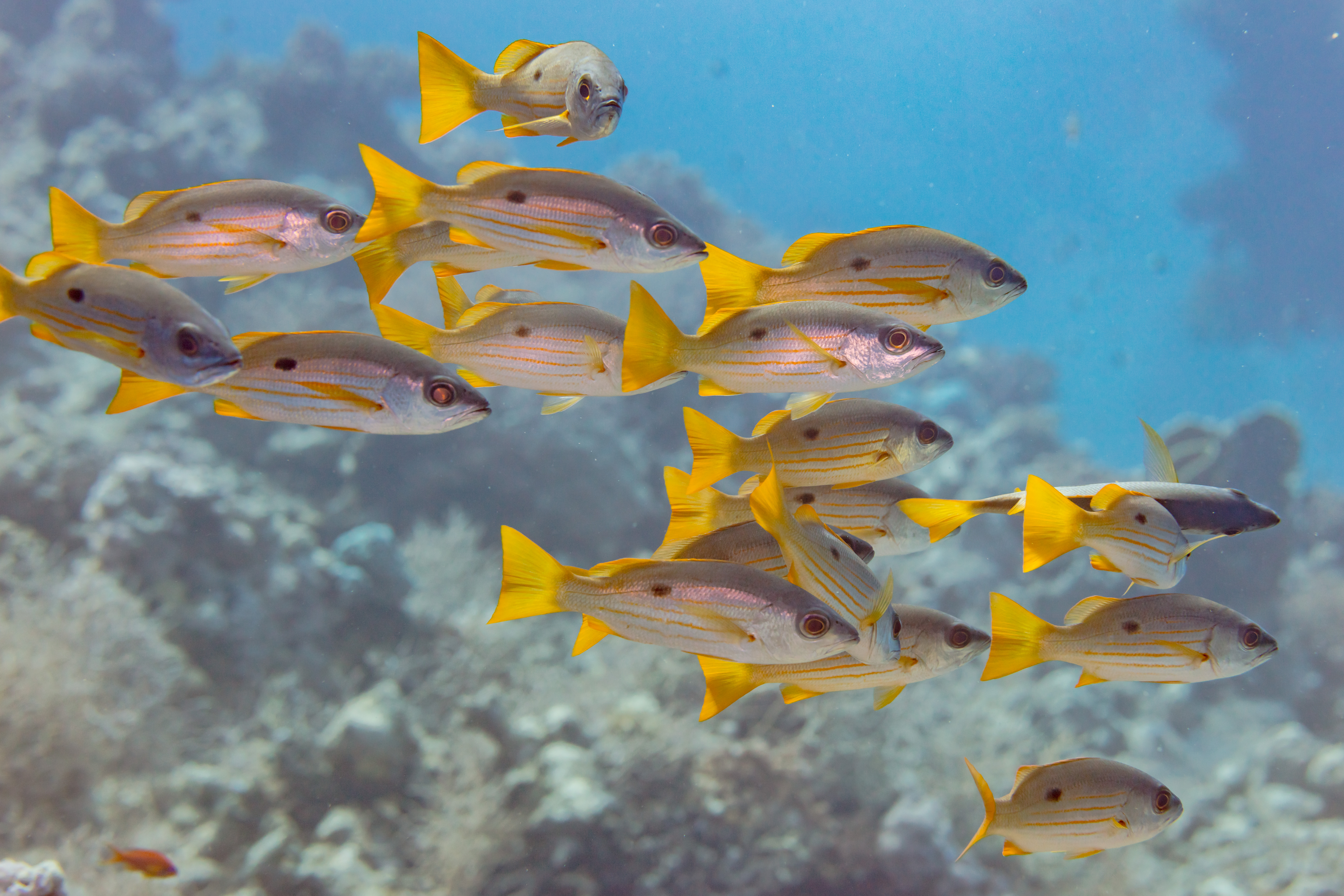
Grupo en el mar Rojo.

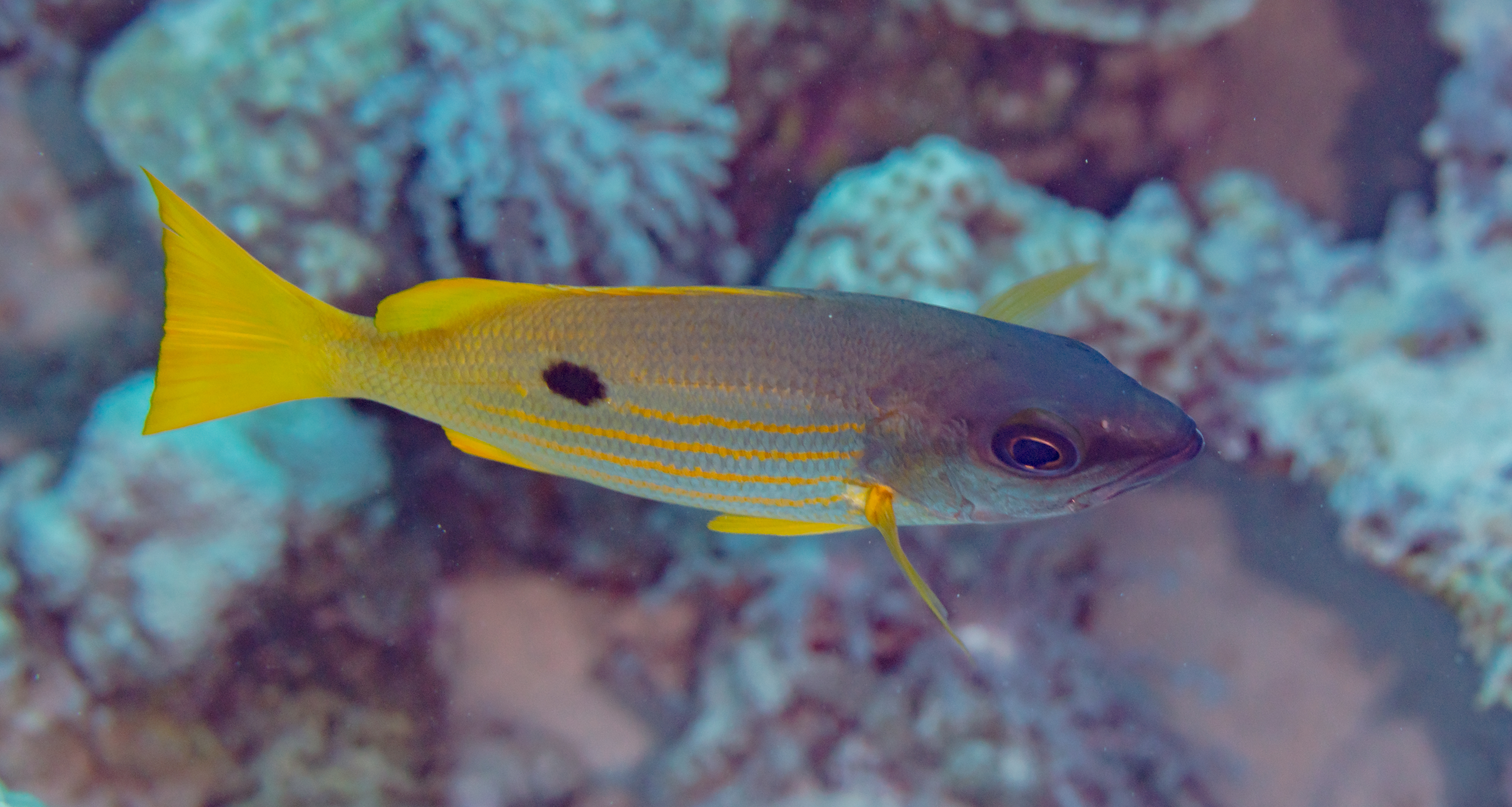
Ejemplar en Port Galib, Egipto.

Lutjanus fulviflamma es una especie de peces de la familia Lutjanidae en el orden de los Perciformes.

## Morfología
• Los machos pueden llegar alcanzar los 35 cm de longitud total.

## Alimentación
Come peces, gambas, cangrejos y otros crustáceos.

## Hábitat
Es un pez de mar de clima tropical y asociado a los  arrecifes de coral que vive entre 3-35 m de profundidad.

## Distribución geográfica
Se encuentra desde el Mar Rojo y el África Oriental el África Oriental hasta Samoa, las Islas Ryukyu y Australia.